# Living in a Fantasy
Living in a Fantasy är den svenska popgruppen BWOs debutsingel. Singeln släpptes på skivbolaget EMI  och är tagen från albumet Prototype . Singeln låg tre veckor på Sverigetopplistan (som högst på plats 44). Singeln toppade den ukrainska försäljningslistan under fem veckor i september, oktober och november 2004 och låg tvåa på den ryska listan under två veckor i oktober samma år.

## Listplaceringar
| Lista (2004) | Position |
| ------------ | -------- |
| Sverige      | 44       |